# هيرمان بيم
هيرمان بيم (بالإنجليزية: Herman Beam)‏ هو سائق سباق أمريكي، ولد في 11 ديسمبر 1929، وتوفي في 27 أغسطس 1980.